# Глубокий Ручей (Ленінградська область)
Глубокий Ручей (рос. Глубокий Ручей) — кордон  у Лузькому районі Ленінградської області Російської Федерації.
Населення становить 18 осіб. Належить до муніципального утворення Лузьке міське поселення.

## Історія
Згідно із законом від 28 вересня 2004 року № 65-оз належить до муніципального утворення Лузьке міське поселення.

## Населення
| 1997 | 2007 | 2010 |
| ---- | ---- | ---- |
| 19   | ↗21  | ↘18  |